# Mari Saarinen
Mari Saarinen, född den 30 juli 1981 i Kangasala i Finland, är en finländsk ishockeyspelare.
Hon tog OS-brons i damernas ishockeyturnering i samband med de olympiska ishockeytävlingarna 2010 i Vancouver.